# Gschwandt
Gschwandt osztrák község Felső-Ausztria Gmundeni járásában. 2018 januárjában 2750 lakosa volt.

## Elhelyezkedése

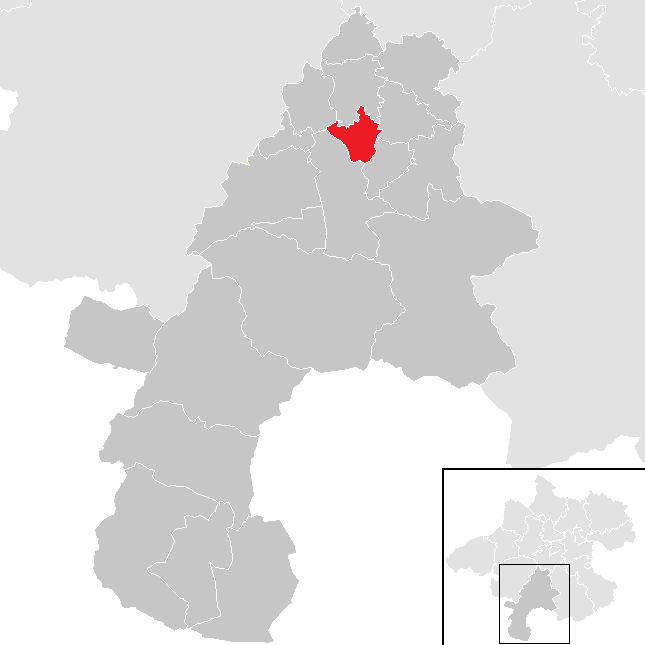
Gschwandt a Gmundeni járásban

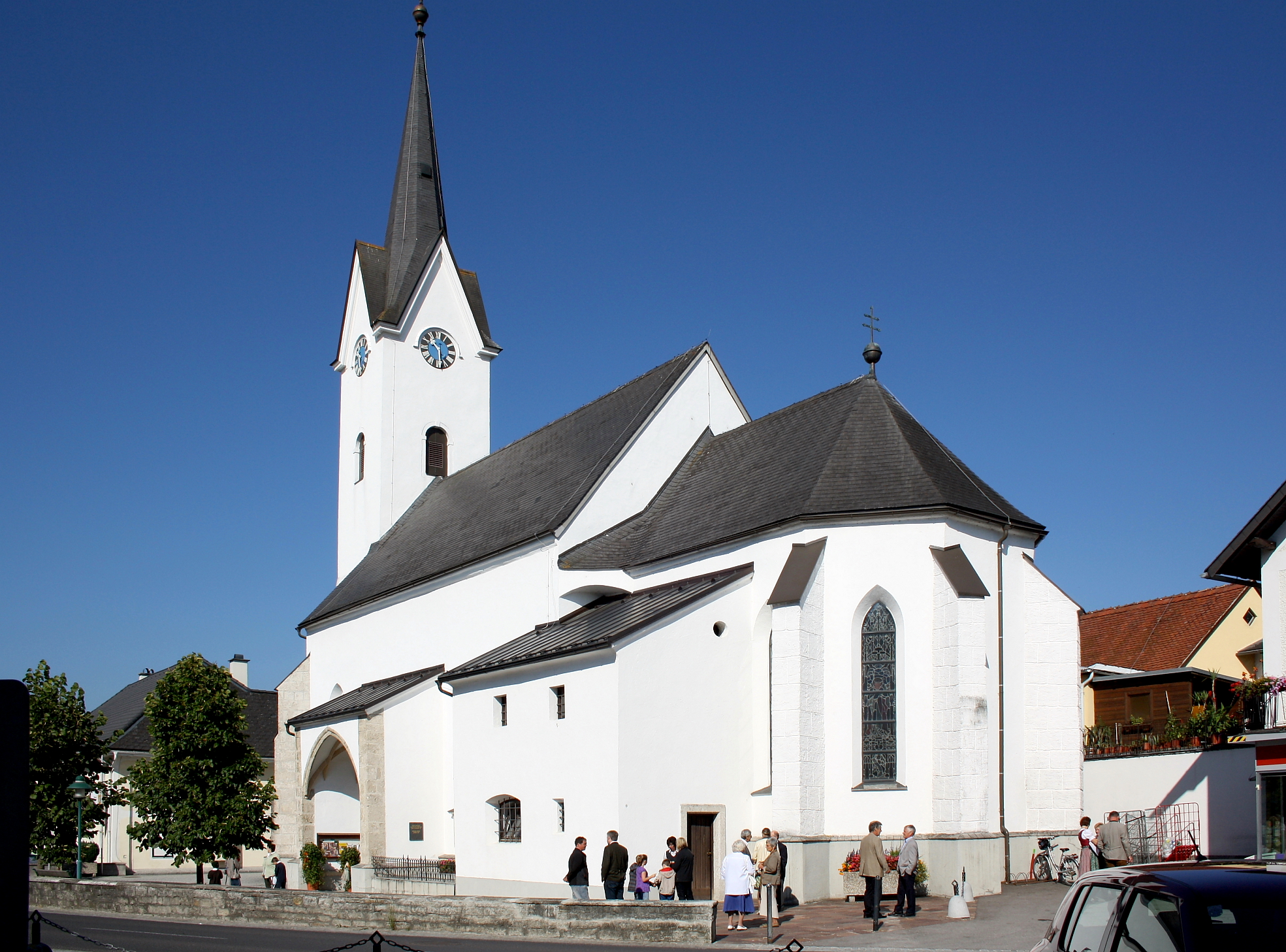
A Szt. Katalin-plébániatemplom

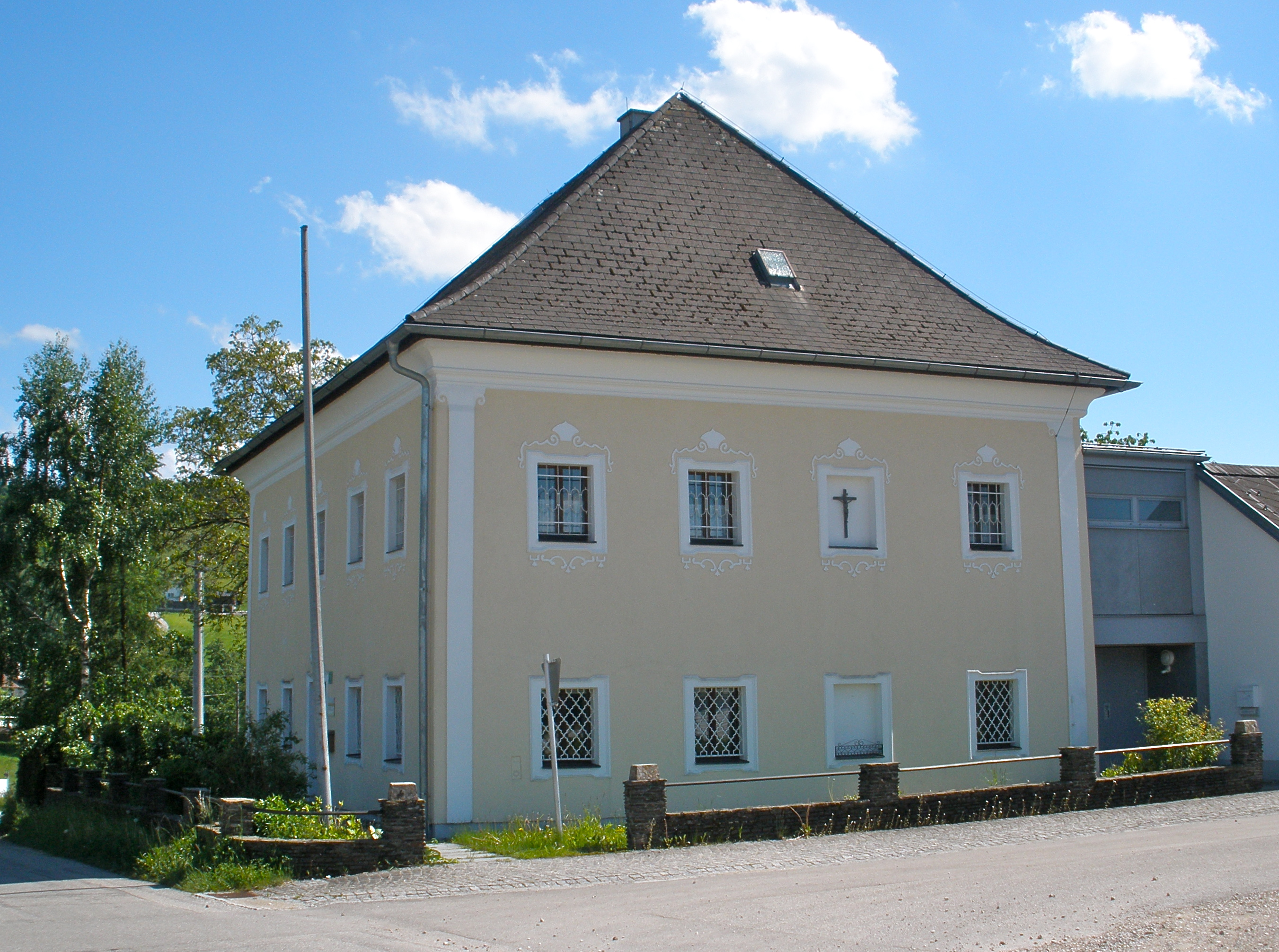
A katolikus plébánia épülete

Gschwandt Felső-Ausztria Traunviertel régiójában fekszik. Területének 18%-a erdő, 70,7% áll mezőgazdasági művelés alatt. Az önkormányzat 5 falut és településrészt egyesít: Gschwandt (1782 lakos 2018-ban), Kranabeth (17), Moosham (432), Oberndorf (495) és Oberweis (24).
A környező önkormányzatok: északra Laakirchen, északkeletre Kirchham, délkeletre Sankt Konrad, délnyugatra Gmunden, északnyugatra Ohlsdorf. 

## Története
Az ember legrégebbi nyomai a község területén az újkőkorból származó cserépedény-leletek. Gschwandt területe eredetileg a Bajor Hercegség keleti határvidékén feküdt, a 12. században került át Ausztriához. A Szt. Katalin-templom első említése 1345-ből, a falué egy évvel későbbről származik. Az Osztrák Hercegség 1490-es felosztásakor az Enns fölötti Ausztria része lett. A templom mai, késő gótikus épületét 1500 körül emelték. A 16. században a lakosság jelentős része protestáns hitre tért át, majd az ellenreformáció során visszatértek a katolikus egyházba. II. József egyházrendeletét követően létrejött az önálló gschwandti egyházközség. A napóleoni háborúk során a falut több alkalommal megszállták.
A községi önkormányzat 1851-ben jött létre. A köztársaság 1918-as megalakulásakor Gschwandtot Felső-Ausztria tartományhoz sorolták. Miután Ausztria 1938-ban csatlakozott a Német Birodalomhoz, az Oberdonaui gau része lett; a második világháború után visszakerült Felső-Ausztriához.

## Lakosság
A gschwandti önkormányzat területén 2018 januárjában 2750 fő élt. A lakosságszám 1939 óta gyarapodó tendenciát mutat. 2016-ban a helybeliek 96,3%-a volt osztrák állampolgár; a külföldiek közül 1,5% a régi (2004 előtti), 0,8% az új EU-tagállamokból érkezett. 1% a volt Jugoszlávia (Szlovénia és Horvátország nélkül) vagy Törökország, 0,4% egyéb országok polgára. 2001-ben a lakosok 89,1%-a római katolikusnak, 5,4% evangélikusnak, 2,8% pedig felekezeten kívülinek vallotta magát.
| 2016 | 2 690 |
| 2018 | 2 750 |

## Látnivalók
- a Szt. Katalin-plébániatemplom
- a Höselberg-kastély

## Fordítás
- Ez a szócikk részben vagy egészben  a   Gschwandt című német Wikipédia-szócikk ezen változatának fordításán alapul.  Az eredeti cikk szerkesztőit annak laptörténete sorolja fel. Ez a jelzés csupán a megfogalmazás eredetét és a szerzői jogokat jelzi, nem szolgál a cikkben szereplő információk forrásmegjelöléseként.